# Нечаевская волость (Егорьевский уезд)
Нечаевская волость — волость в составе Егорьевского уезда Рязанской губернии, существовавшая до 1922 года.

## История
Нечаевская волость существовала в составе Егорьевского уезда Рязанской губернии. Административным центром волости была деревня Нечаевская. В 1922 году Егорьевский уезд был включен в состав Московской губернии.
22 июня 1922 года волость была упразднена, селения волости присоединены к Егорьевской волости. 
В 2019 вышла книга «Родные места: материалы по истории Нечаевской волости Егорьевского уезда», основанная на архивных документах XIX-XX вв. Автор: краевед, к.ф.н. Папилова Е.В. (Москва, Delibri, 2019. - 400 страниц)

## Состав
На 1885 год в состав Нечаевской волости входило 2 села и 43 деревни.
| Вид     | Наименование | Население, чел. (1885 год) | Население, чел. (1905 год) |
| ------- | ------------ | -------------------------- | -------------------------- |
| деревня | Нечаевская   | 304                        | 379                        |
| деревня | Заболотье    | 291                        | 340                        |
| деревня | Лаптево      | 403                        | 448                        |
| деревня | Теребенки    | 278                        | 310                        |
| деревня | Бузяты       | 215                        | 223                        |
| деревня | Русанцево    | 221                        | 208                        |
| деревня | Вишневая     | 320                        | 325                        |
| деревня | Агрысково    | 675                        | 700                        |
| деревня | Голубевая    | 288                        | 340                        |
| деревня | Исаевская    | 239                        | 243                        |
| деревня | Семеновская  | 124                        | 142                        |
| деревня | Даниловская  | 279                        | 321                        |
| деревня | Пантелеево   | 142                        | 159                        |
| деревня | Фирстово     | 64                         | 80                         |
| деревня | Корниловская | 266                        | 268                        |
| деревня | Федуловская  | 317                        | 406                        |
| деревня | Кудиновская  | 117                        | 107                        |
| деревня | Левинская    | 146                        | 166                        |
| деревня | Станинская   | 175                        | 145                        |
| деревня | Гавриловская | 261                        | 280                        |
| деревня | Ефремовская  | 522                        | 584                        |
| деревня | Таняевская   | 173                        | 185                        |
| деревня | Курбатиха    | 243                        | 295                        |
| деревня | Забелино     | 183                        | 216                        |
| деревня | Костылево    | 319                        | 411                        |
| деревня | Батраки      | 275                        | 329                        |
| деревня | Палкино      | 141                        | 179                        |
| деревня | Подлужье     | 141                        | 161                        |
| деревня | Орлы         | 190                        | 231                        |
| деревня | Некрасово    | 130                        | 130                        |
| деревня | Алешино      | 381                        | 376                        |
| деревня | Селиваниха   | 298                        | 324                        |
| деревня | Хохлево      | 381                        | 414                        |
| деревня | Глуховская   | 168                        | 222                        |
| деревня | Ширяевская   | 116                        | 101                        |
| деревня | Акатово      | 361                        | 400                        |
| деревня | Сурово       | 290                        | 342                        |
| деревня | Михали       | 586                        | 664                        |
| деревня | Тимшино      | 714                        | 956                        |
| деревня | Лунинская    | 195                        | 184                        |
| село    | Рыжево       | 479                        | 477                        |
| деревня | Кукшево      | 360                        | 387                        |
| деревня | Жучаты       | 134                        | 186                        |
| деревня | Назарова     | 252                        | 332                        |
| село    | Дмитриевцы   | 661                        | 673                        |

## Землевладение
Население составляли 45 сельских общин — все государственные крестьяне. Все общины имели общинную форму землевладения. 42 общины делили землю по ревизским душам, остальные три по наличным душам мужского пола всех возрастов. Луга в основном делились одновременно с пашней, в остальных общинах — ежегодно. Лес в основном делился ежегодно, в некоторых общинах по мере надобности.
Многие общины арендовали вненадельную, преимущественно луговую землю. Домохозяева, имевшие арендную землю, составляли около 37 % всего числа домохозяев волости.

## Сельское хозяйство
Почва была супесчаная или песчаная, местами наилистая или глинистая. Луга в большинстве лесные или полевые, в 13 общинах были заливные. Леса в волости было достаточно, во многих общинах был строевой. Крестьяне сажали рожь, овёс, гречиху и картофель. Овёс сеялся только в одной общине. Топили из собственных лесов, дровами и сучьями.

## Местные и отхожие промыслы
Местные промыслы были значительны. В волости были распространены ткацкий промысел, бердный и лесной (перевозка лесных материалов и пилка дров). В 1885 году ткацким делом занимались 1526 мужчин и 2337 женщин. Кроме того бердным делом занимались 341 мужчина и 27 женщин, перевозкой лесных материалов занимались 346 человек, дрова пилили 59 человек, укладывали 19 человек. Различным мастерством занимались 355 мужчин и 41 женщина.
Отхожие промыслы не были развиты. На заработки уходили 316 мужчин и 26 женщин. В основном это были торговцы (43 человека), приказчики (68 человек) и рабочие на фабриках (42 мужчины и 9 женщин). Уходили больше в Московскую губернию.

## Инфраструктура
В 1885 году в волости имелось 7 красилен, 2 сапожных заведения, 8 рушалок, 3 крупорушалки, 4 маслобойни, 2 гончарных и 7 кирпичных заведений, 8 кузниц, 3 клееварных и 1 костеобжигательное заведений, 4 пуговичных заведения, 2 ветряных и 2 водяных мельниц, 1 спичечная фабрика, 6 овчинных, 1 кожевенное и 1 медно-шорное заведения, 2 постоялых двора, 1 трактир, 3 питейных заведения, 5 чайных и 11 мелочных лавок. В волости школ не было, дети обучались в училищах Егорьевска.

## Комментарии
1. ↑  Учитываются также лица, проживающие в селениях, и не приписанные к крестьянскому обществу этих селений
2. ↑  В том числе 17 человек, относящихся к церковному причту